# Decadencia de plataformas

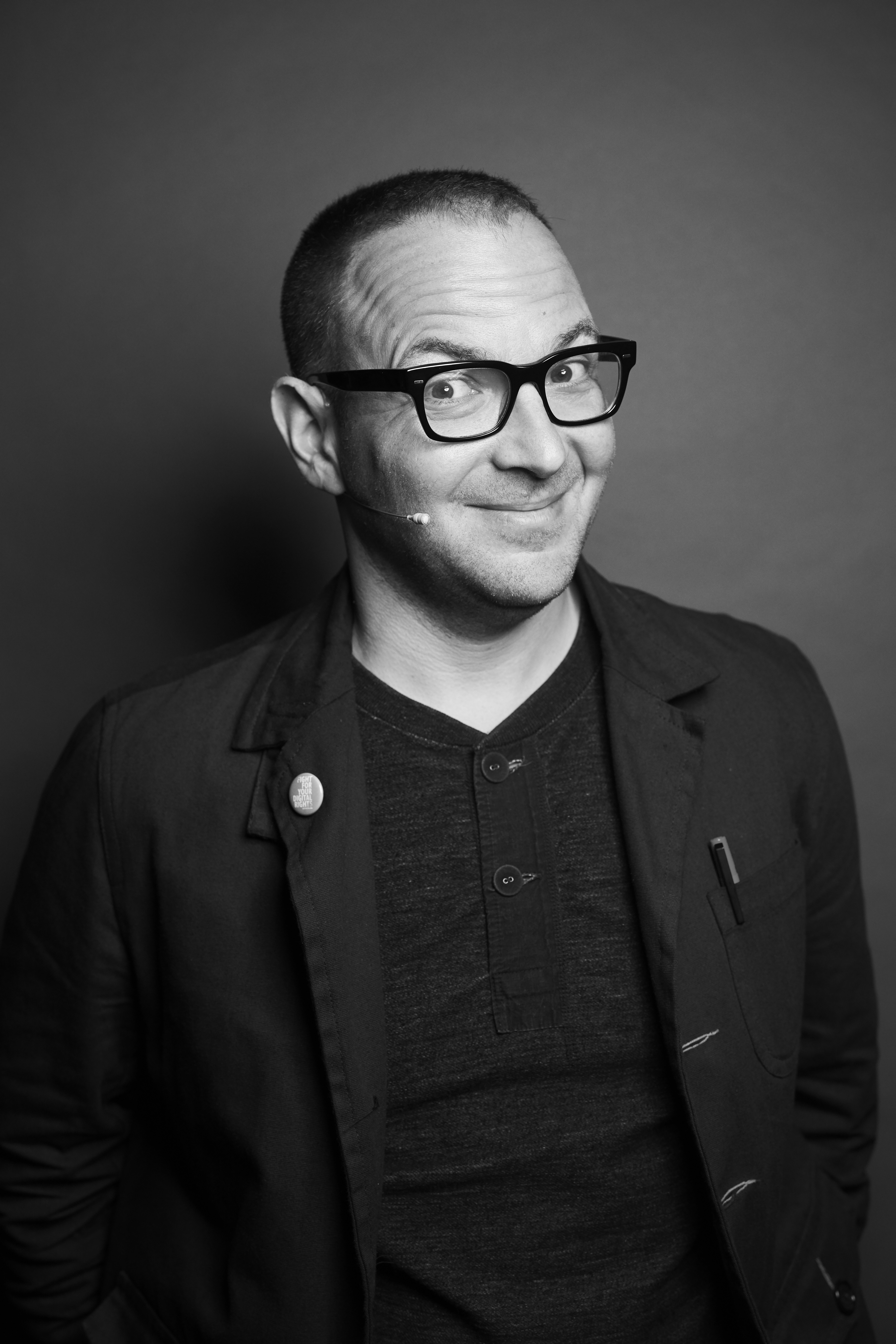
Cory Doctorow, quien acuñó el término enshittification en 2023, fotografiado en 2019.

La decadencia de plataformas (en inglés: platform decay) es un neologismo del área tecnología y sociedad. También se le conoce en inglés como enshittification, que puede traducir al español como «mierdificación» o «enmierdamiento». El término se usa para describir el patrón de calidad decreciente de las plataformas en línea que actúan como mercados bilaterales. La decadencia de plataformas, en desmedro de los usuarios y empresas de menor tamaño, puede verse como una forma de búsqueda de rentas por parte de las matrices de las RRSS y las grandes empresas de tecnología. Ejemplos, o casos, de supuesta enshittification son: Google, Amazon, Bandcamp, Facebook, Reddit, Twitter y TikTok. El término ha tenido impacto en los medios y reconocimiento. Fue declarada «palabra del año 2023» por la Sociedad Estadounidense del Dialecto.

## Origen e historia del término
Cory Doctorow acuñó el neologismo "enshittification". El término, se puede traducir al español como: «decadencia de plataformas» o «mierdificación». Se usó por primera vez el 21 de enero de 2023 en un artículo publicado en su blog Pluralistic. Seis meses después, la revista Wired (sobre tecnología y sociedad) publicó el artículo. Es probable que los conceptos e ideas que fundamentan el término se hayan originado a partir el libro "Chokepoint Capitalism: how big tech and big content captured creative labour markets, and how we’ll win them back" de autoría de Doctorow y Giblin. Lo que se puede inferir a partir del el artículo que escribieron ambos autores, con motivo del lanzamiento del libro. Dicho artículo fue publicado en The Conversation, a fines del año 2022.

## Impacto y reconocimiento del término
El término fue amplificado e incorporado masivamente por los medios. Su impacto se evidencia por ser elegida la palabra del año 2023, por The American Dialect Society (Sociedad Estadounidense del Dialecto, trad libre), el 5 de enero de 2024.

## Definición y análisis
El término "enshittification" se usa para describir el fenómeno de sistemática caída de calidad de las plataformas en línea que actúan como mercados bilaterales. La decadencia de plataformas, se aplica en desmedro de los usuarios y empresas de menor tamaño. Puede verse como una forma de búsqueda de rentas por parte de las matrices de las RRSS y las grandes empresas de tecnología. A continuación se presenta un extracto del texto original, donde se introdujo el término por primera vez, se acompaña de una traducción al español:

Here is how platforms die: first, they are good to their users; then they abuse their users to make things better for their business customers; finally, they abuse those business customers to claw back all the value for themselves. Then, they die. I call this enshittification, and it is a seemingly inevitable consequence arising from the combination of the ease of changing how a platform allocates value, combined with the nature of a "two sided market," where a platform sits between buyers and sellers, hold each hostage to the other, raking off an ever-larger share of the value that passes between them.
Así mueren las plataformas: primero, se comportan bien con sus usuarios; después abusan de ellos para facilitar las acciones de sus clientes comerciales; por último abusan de esos clientes comerciales para recuperar para sí mismas todo el valor. Y, finalmente, mueren. A esto lo llamo enmierdificación y es una consecuencia aparentemente inevitable que surge de combinar la facilidad para cambiar la forma en que una plataforma asigna valor junto con la naturaleza de un «mercado de dos lados», donde una plataforma se ubica entre compradores y vendedores, donde cada uno se mantiene rehén del otro, llevándose una parte cada vez mayor del valor que circula entre ellos.

Según Doctorow, las nuevas plataformas ofrecen productos y servicios útiles con pérdidas, como forma de ganar nuevos usuarios. Una vez que los usuarios están bloqueados, la plataforma ofrece acceso a la base de usuarios a los proveedores con pérdidas, y una vez que los proveedores están bloqueados, la plataforma transfiere los excedentes a los accionistas. Una vez que la plataforma se centra fundamentalmente en los accionistas y los usuarios y proveedores quedan atrapados, la plataforma ya no tiene ningún incentivo para mantener la calidad. Las plataformas enmierdadas que actúan como intermediarias pueden funcionar funcionalmente como un monopolio sobre los servicios y un monopsonio sobre los clientes, ya que los altos costos de cambio impiden que cualquiera de ellas se vaya incluso cuando técnicamente existen alternativas. Doctorow ha descrito el proceso de «mierdificación» como algo que se produce ajustando continuamente los parámetros del sistema en busca de mejoras marginales de beneficios, sin tener en cuenta ningún otro objetivo.
Para solucionar el problema, Doctorow solicita que se sigan dos principios generales. El primero es el respeto del principio de extremo a extremo, un principio fundamental de Internet donde la función de una red es entregar datos de manera segura desde remitentes dispuestos a receptores dispuestos. El segundo es el derecho de salida, donde los usuarios de una plataforma pueden marchar fácilmente a otro lado si no están satisfechos con ella.

## Ejemplos o casos
La palabra ganó fuerza en 2023, donde fue ampliamente adoptada por periodistas en referencia a varias plataformas importantes que suspendieron funciones gratuitas para impulsar las opciones de pago o tomaron otras acciones que consideraban que degradaban su funcionalidad.

### Amazon
La publicación original de Doctorow habla de las prácticas de Amazon. Primero comenzó a vender productos por debajo del costo para construir una base de usuarios. Después introdujo la suscripción Prime, que alentaría a los usuarios a comprar exclusivamente en Amazon. En segundo lugar, como ahora muchos clientes usaban Amazon exclusivamente, incentivaba a los vendedores a establecerse en Amazon, ya que los usuarios de Prime solo buscaban productos en Amazon. Por último, Doctorow indica que entonces Amazon empezó a centrarse en sus accionistas al aumentar los beneficios e introducir comisiones. En 2023, el 45 % del precio de venta de los artículos en Amazon se destinaba a esta en forma de diversas comisiones. Doctorow describió la publicidad dentro de Amazon como un esquema de payola, en el que los vendedores pagan para mejorar su posición en los resultados de búsqueda, y señaló que, en una búsqueda de «camas para gatos», la mitad de los resultados de las primeras cinco páginas eran anuncios.

### Bandcamp
Este término se usó retroactivamente para describir la venta de Bandcamp a Epic Games en 2022, y más tarde, cuando Epic Games vendió Bandcamp a la firma de licencias musicales Songtradr en septiembre de 2023. En octubre de 2023, se reveló que casi la mitad del personal de Bandcamp fue despedido, incluidos muchos miembros clave del equipo ejecutivo que aparentemente «desaparecieron» según exempleados. Después de esta adquisición, hubo una gran avalancha de dolor y rabia en las redes sociales por parte de muchos exempleados, usuarios y artistas que veían Bandcamp como un servicio esencial para que artistas independientes y de nicho publicaran música mientras retenían las ganancias de la venta de su trabajo. Bandcamp también se sindicalizó en marzo de 2023 y Songtradr despidió a la mayor parte del personal involucrado en la formación del sindicato, así como a aquellos que ayudaban a negociar condiciones justas. En octubre de 2023, Songtradr aún no ha reconocido formalmente su sindicato. Según el periodista musical Philip Sherburne, que escribe para Pitchfork, al apuntar específicamente tanto al departamento de atención al cliente como al departamento editorial con despidos, Songtradr estaba indicando ignorancia o apatía por la razón por la que Bandcamp había tenido éxito.

### Facebook
Según Doctorow, Facebook ofreció un buen servicio hasta que alcanzó una «masa crítica» de usuarios, y a la gente le resultó difícil abandonarlo porque tendrían que convencer a sus amigos para que se fueran con ellos. Luego, Facebook comenzó a agregar publicaciones de compañías de medios a sus feeds hasta que las compañías de medios también dependieron del tráfico de Facebook, y luego ajustó el algoritmo para priorizar las publicaciones  «impulsadas» de pago. Business Insider estuvo de acuerdo con la opinión de que se estaba envileciendo a Facebook, añadiendo que «constantemente inunda los feeds de los usuarios con contenido patrocinado (o recomendado), y parece enterrar las cosas que la gente quiere ver bajo lo que Facebook decide que es relevante». Doctorow señaló la controversia sobre las métricas de Facebook, en la que las estadísticas de vídeo estaban infladas en el sitio, lo que llevó a las empresas de medios a invertir excesivamente en Facebook y colapsar. Describió a Facebook como afectado «terminalmente» de enshittification.

### Reddit
En 2023, Reddit anunció que comenzaría a cobrar por el acceso a la API, una medida que cerraría efectivamente muchas aplicaciones de terceros. El director ejecutivo, Steve Huffman, declaró que fue en respuesta a que las empresas de inteligencia artificial recopilaran datos, aunque The Verge señaló que la medida tenía como objetivo aumentar los ingresos antes de la oferta pública de venta de la plataforma. Esto resultó en una protesta silenciosa por parte de los moderadores, aunque los cambios finalmente siguieron adelante.

### Twitter / X
El término se aplicó a los cambios en Twitter a raíz de su adquisición en 2022 por parte de Elon Musk, en particular a los diversos cambios que se realizaron para dificultar el abandono del servicio. Esto incluyó el cierre de la API del servicio para detener el uso de software interoperable, suspender a los usuarios por publicar identificadores de  Mastodon (un servicio rival) en sus perfiles e imponer restricciones a la capacidad de ver el sitio sin iniciar sesión. Otros cambios incluyeron límites temporales de tarifas para la cantidad de tuits que se podían ver por día, la introducción de suscripciones al servicio de pago en forma de Twitter Blue y la reducción de la moderación.

### TikTok
TikTok es el ejemplo más reciente y visible del proceso de “enshittification”. Al principio, ofrecía contenido altamente personalizado y adictivo, lo que atrajo a millones de usuarios. Con el tiempo, el algoritmo comenzó a priorizar contenido que favorece a los intereses comerciales de la plataforma, reduciendo la calidad y autenticidad de la experiencia. Según Doctorow, TikTok ya no sirve principalmente a sus usuarios, sino a sus propios fines corporativos.

## Lectura adicional
- Doctorow, Cory (2 de enero de 2023). «Commentary: Cory Doctorow: Social Quitting». Locus Online (en inglés). Consultado el 9 de mayo de 2023.
- Kelly, Jess (26 de abril de 2023). «How the 'enshittification' of social media platforms impacts us all». Business Post (en inglés). Consultado el 9 de mayo de 2023.
- Linkins, Jason (1 de abril de 2023). «A Mammoth Meatball of Plutocratic Failure». The New Republic (en inglés). Consultado el 9 de mayo de 2023.
- Harford, Tim (3 de marzo de 2023). «The enshittification of apps is real. But is it bad?». Financial Times (en inglés). Consultado el 9 de mayo de 2023.
- Gladstone, Brooke (5 de mayo de 2023). «Enshittification Part 1: Why Every Platform Goes Bad | On the Media». WNYC Studios (en inglés). Consultado el 9 de mayo de 2023.
- «TikTok Isn't For Creators Anymore». ICYMI (en inglés) (Slate Magazine). 28 de enero de 2023. Consultado el 9 de mayo de 2023.
- Sinclair, Brendan (10 de febrero de 2023). «Why Microsoft's Activision Blizzard deal shouldn't go through, and why it will | This Week in Business». GamesIndustry.biz (en inglés). Consultado el 9 de mayo de 2023.
- Kottke, Jason (26 de enero de 2023). «The Enshittification Lifecycle of Online Platforms». kottke.org (en inglés). Consultado el 9 de mayo de 2023.
- Cattan, Jean (14 de abril de 2023). «TikTok : « Comment révolutionner le modèle économique des réseaux sociaux pour les fonder sur une expérience de qualité et sur notre liberté de choix »» [TikTok: "Cómo revolucionar el modelo económico de las redes sociales para basarlas en una experiencia de calidad y nuestra libertad de elección"]. Le Monde (en francés). Consultado el 9 de mayo de 2023.
- Giblin, Rebecca. «"Keynote: Rebecca Giblin" Rebecca Giblin (Everything Open 2023)» (en inglés). YouTube.
- Doctorow, Cory; Giblin, Rebeca (2022). Chokepoint Capitalism: How big tech and big content captured creative labour markets, and how we’ll win them back (en inglés). Scribe UK. ISBN 1915590019.

- Datos: Q122584861
- Multimedia: Enshittification / Q122584861